# Аксёнова, Огдо Егоровна
Огдо́ Его́ровна Аксёнова (настоящее имя Евдокия, долг. Огдуо Аксёнова); 8 февраля 1936, Боганида — 14 февраля 1995, Дудинка) — долганская советская поэтесса, основоположница долганской письменной литературы.

## Биография
Стихотворения начала писать ещё в школе. За рассказ «Павел Чуприн» в 1956 году получила в газете «Советский Таймыр» премию.
В Попигае Огдо стала культработником. В 1967 году Огдо наградили орденом «Знак Почёта».
В 1969 году норильская газета «Заполярная правда» опубликовала в переводе Валерия Кравца и первые стихи Аксёновой. После выхода «Заполярной правды» Аксёновой тут же предложили опубликовать стихи в популярном журнале «Работница».
Позже у Аксёновой появилась задумка напечатать свои стихи и сказки по-долгански. Якутские полиграфисты пообещали подобрать нужные шрифты, которые бы учитывали специфику долганского языка. Книга вышла в 1973 году. Она получила название «Бараксан».
Вторую книгу Аксёнова хотела полностью построить на песенном материале. Она назвала её «Песни долган». Красноярский композитор Леонид Масленников впервые все мелодии долган нанёс на ноты.
В 1977 году Аксёнова поступила на московские Высшие литературные курсы.
Чуть раньше Аксёнова с подачи Валентина Берестова познакомилась с московским писателем Леонидом Яхниным, который взялся переводить её стихи и сказки для детей. Валентин Берестов с необычайной энергией взялся пробивать материалы этого дуэта в столичное издательство «Малыш». В итоге была издана детская книга «Морошка».
На высших литературных курсах Аксёнова всерьёз обратилась к проблемам долганской письменности. В письме своему первому переводчику Валерию Кравцу она в марте 1978 года сообщала, что хочет учесть опыт других народов. «Сейчас вплотную занялась нашим алфавитом, — писала Аксёнова. — У якутов пять букв возьму и хочу у казахов две буквы взять».
Первый проект своего алфавита Аксёнова подготовила уже к концу 1978 года. Её вариант во многом поддержали новосибирские филологи.
В 1979 году был утверждён долганский алфавит. Спустя год начальство разрешило организовать в одной из школ Дудинки экспериментальное обучение первоклассников по рукописному букварю Аксёновой. А в 1983 году красноярские полиграфисты издали на ротапринте четвёртый вариант аксёновского учебника, по которому стали заниматься уже шесть школ Таймырского округа. В 1990 году издательство «Просвещение» выпустило седьмую версию долганского букваря Аксёновой, которая получила официальное признание властей.
Все 1980-е годы Аксёнова занималась также составлением словаря долганского языка на четыре тысячи слов для начальной школы и выверкой материалов томских учёных для академического словаря, в который вошло двадцать тысяч слов.
Огдо Аксёнова также работала старшим редактором в национальном отделе окружного радио.
Под конец жизни Аксёнова решила вернуться к старой обрядовой поэзии долган.
Умерла Огдо Аксёнова в ночь на 14 января 1995 года.